# Sara Da Col
Sara Da Col (Rovereto, 3 settembre 1992) è una lottatrice italiana, specializzata nella lotta libera e nella lotta sulla spiaggia.

## Palmarès
- Europei

Novi Sad 2017: argento nei fino a 63 kg.
- Giochi del Mediterraneo

Tarragona 2018: bronzo nei fino a 62 kg.
- Giochi del Mediterraneo sulla spiaggia

Patrasso 2019: oro nei fino a 70 kg.